# Біг-Бенд (Каліфорнія)
Біг-Бенд (англ. Big Bend) — переписна місцевість (CDP) в США, в окрузі Шаста штату Каліфорнія. Населення — 79 осіб (2020).

## Географія
Біг-Бенд розташований за координатами 41°0′42″ пн. ш. 121°55′50″ зх. д. / 41.01167° пн. ш. 121.93056° зх. д. (41.011615, -121.930444).  За даними Бюро перепису населення США в 2010 році переписна місцевість мала площу 15,08 км², з яких 14,85 км² — суходіл та 0,23 км² — водойми.

## Демографія
Згідно з переписом 2010 року, у переписній місцевості мешкали 102 особи в 58 домогосподарствах у складі 23 родин. Густота населення становила 7 осіб/км².  Було 90 помешкань (6/км²).
Расовий склад населення:
| - 83,3 % — білих - 9,8 % — корінних американців - 1,0 % — осіб інших рас |

До двох чи більше рас належало 5,9 %. Частка іспаномовних становила 2,0 % від усіх жителів.
За віковим діапазоном населення розподілялося таким чином: 10,8 % — особи молодші 18 років, 72,5 % — особи у віці 18—64 років, 16,7 % — особи у віці 65 років та старші. Медіана віку мешканця становила 50,3 року. На 100 осіб жіночої статі у переписній місцевості припадало 131,8 чоловіків;  на 100 жінок у віці від 18 років та старших — 139,5 чоловіків також старших 18 років.
За межею бідності перебувало 14,9 % осіб, у тому числі 0,0 % дітей у віці до 18 років та 0,0 % осіб у віці 65 років та старших.
Цивільне працевлаштоване населення становило 24 особи. Основні галузі зайнятості: транспорт — 25,0 %, мистецтво, розваги та відпочинок — 25,0 %, сільське господарство, лісництво, риболовля — 25,0 %.